# Parc éolien de Kriegers Flak
Le parc éolien de Kriegers Flak est un parc éolien danois en construction en mer Baltique. Il est situé sur le récif de Kriegers Flak, une zone située proche du Danemark, de la Suède et de l'Allemagne. Il possédera une capacité de 604,8 MW et sera le plus grand parc éolien du pays.
Il sera composé de 72 éoliennes Siemens Gamesa SWT-8,4-167 de 8,4 MW et 188 m de haut. La construction a démarré en 2018 et devrait s'achever à la fin de 2021.

## Choix du site
Le site de Kriegers Flak a été identifié comme l'un des plus prometteurs pour le développement de l'éolien en mer danois. Il possède plusieurs avantages. Il est situé à une distance raisonnable des côtes (12 km du Danemark, 43 km de la Suède et 37 km de l'Allemagne), les vents y sont soutenus et le fond marin est sablonneux et relativement proche de la surface de la mer.

## Financement
Dans le cadre du raccordement de la ferme éolienne au réseau de distribution électrique, l'Union européenne finance à hauteur de 1,1 milliard d'euros le développement de l'interconnexion qui reliera le parc au réseau danois mais aussi au réseau allemand. Cette interconnexion pourra par ailleurs être utilisée pour les échanges d'électricité entre les deux pays, y renforçant ainsi la sécurité de l'approvisionnement électrique. Ce projet d'interconnexion sera réalisé en partenariat entre le gestionnaire de réseau de transport électrique danois Energinet.dk et l'un de ses homologues allemands, 50Hertz.

## Construction
L'appel d'offres a été remporté par Vattenfall en novembre 2016 à un prix fixe de 49,90 €/MWh (56,38 $/MWh) sans ajustement de l'inflation, pour 30 TWh (correspondant à 50 000 heures de fonctionnement à pleine charge, soit environ 11 ans),.
Le parc a commencé à produire en juin 2021.